# Китайцы на острове Святой Елены
Китайцы на острове Святой Елены (кит. 中國聖拿人) — этническая группа лиц китайского происхождения, проживающая на острове Святой Елены. В настоящее время иммигранты из Китая и их потомки составляют этническое меньшинство, составляющее 25 % местного населения.

## История
В 1792 году губернатор Роберт Паттон объявил незаконным ввоз чернокожих рабов из Африки, производимый до того Британской Ост-Индской компанией. После этого было принято решение для работ в сельскохозяйственной отрасли острова начать наем по контракту рабочих из Китая. Для этого, британское колониальное правительство направило запрос в Китай. Подавляющее большинство китайских рабочих прибыло на территорию острова между 1810 и 1834 годами. Наибольшее число — 618 китайцев прибыло в 1818 году. Впоследствии многим из этих рабочих было разрешено остаться на острове Святой Елены. Их потомки были включены в состав населения острова Святой Елены.
Первое появление китайского квартала за пределами Сингапура произошло в 1852 году, когда в своей книге преподобный Хатфилд применил этот термин для определения поселения китайцев на острове.

## Современное положение
По данным переписи 2016 года на острове проживало 1932 человека китайского происхождения, что составляет 25 % от всего населения острова. Китайцы на острове Святой Елены чаще всего исповедуют христианство и буддизм.